# Lloydgebäude

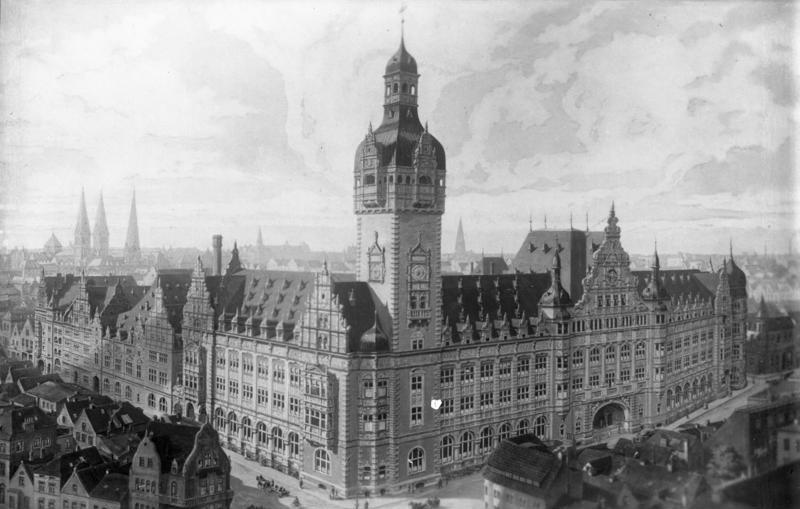
Das Lloydgebäude 1932

Das Lloydgebäude in Bremen war von 1910 bis 1945 der Verwaltungssitz der Reederei Norddeutscher Lloyd (NDL).

## Geschichte
Das erste Comptoir des 1857 gegründeten Norddeutschen Lloyd befand sich in der Martinistraße in der Bremer Altstadt, es wurde jedoch bald in die Papenstraße Nr. 6 verlegt. Im Zuge des wirtschaftlichen Erfolgs der Reederei wurden in den folgenden Jahren weitere angrenzende Gebäude und Grundstücke dazugekauft. 1907 – anlässlich des 50-jährigen Bestehens des NDL – wurde der gesamte Häuserblock zwischen Papenstraße, Pelzerstraße, Großer und Kleiner Hundestraße abgerissen und der Grundstein für einen neuen, repräsentativen Verwaltungssitz im Stil der Neorenaissance nach Entwürfen von Johann Georg Poppe gelegt, der bis zur Knochenhauerstraße reichte. Zwischen NDL-Direktor Heinrich Wiegand und Poppe kam es zu Diskrepanzen, als die Kosten für den prunkvollen Bau den vereinbarten Rahmen überschritten, dennoch wurde das Gebäude 1910 wie geplant fertiggestellt.

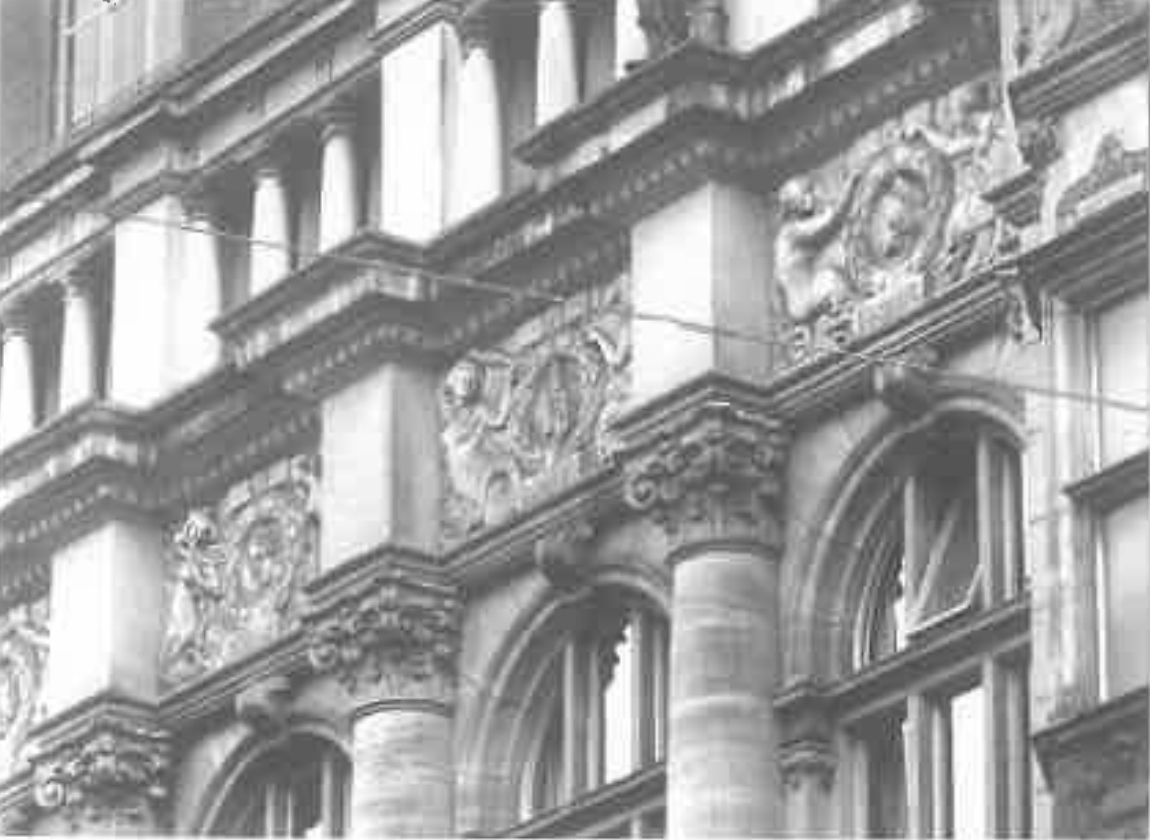
Fassade des Gebäudes

Das Lloydgebäude war das größte Gebäude in Bremen Anfang des 20. Jahrhunderts und galt als „imposant und kolossal“. Es verfügte über große Giebel und einen markanten Turm – im Volksmund „Flasche“ genannt. Während eines Luftangriffs am 6. Oktober 1944, bei dem die gesamte Bebauung der Großen Hundestraße schwer getroffen wurde, erlitt auch das Lloydgebäude erhebliche Schäden, blieb jedoch als Teil-Ruine bestehen. Nach Kriegsende nutzte der Norddeutsche Lloyd zunächst die unbeschädigten Kellerräume des Gebäudes für den Neustart der Reederei, zog dann jedoch in das unzerstörte Gebäude des Lloyd-Bahnhof am Hauptbahnhof um. In den folgenden Jahren mietete der Senator für das Bauwesen die Räumlichkeiten. 1953 wurden der beschädigte Turm und die Giebel abgetragen und das Bauwerk als Torso instand gesetzt. Im Keller an der Großen Hundestraße befand sich von 1949 bis 1968 das bekannte Lokal Remmers Bierstuben. Auch an der Knochenhauerstraße stand bis Anfang der 1970er Jahre noch ein größeres Überbleibsel, neben dem ein Kaufhaus von Hertie 1960 entstanden war.
1968 erfolgte der Verkauf an die Horten AG, die das gesamte restliche Gebäude 1969 abreißen ließ, um ein neues Horten-Warenhaus mit Hortenkacheln zu errichten, das 1972 eröffnet wurde. Seit 1997 firmiert es unter dem Namen Galeria Kaufhof
Die angrenzende Lloydpassage und der Lloydhof erinnern noch heute an das ehemalige Bauwerk. 

### Historische Sandsteinplatten des Norddeutschen Lloyd
Beim Abbruch des Norddeutschen-Lloyd-Verwaltungsgebäudes infolge einer Teilzerstörung im Zweiten Weltkrieg wurden 1972 die fünf Sandsteinreliefs, die die Front des Gebäudes zierten, an Horst Sander übergeben. Es handelt sich um allegorische Darstellungen der fünf Erdteile, in Sandstein geschlagen, ca. 260 cm breit und 140 cm hoch. Inzwischen stehen diese Platten für die Öffentlichkeit zugänglich im Innenbereich des Sander Center, im Restaurant Phönix.

### Wiederaufbau
Ein Wiederaufbau des Lloydgebäudes wurde im Weser-Kurier zur Debatte gestellt. Im Juni 2025 sprach sich die Fraktion Bündnis Deutschland in der Bremischen Bürgerschaft für eine Teilrekonstruktion des Gebäudes aus.

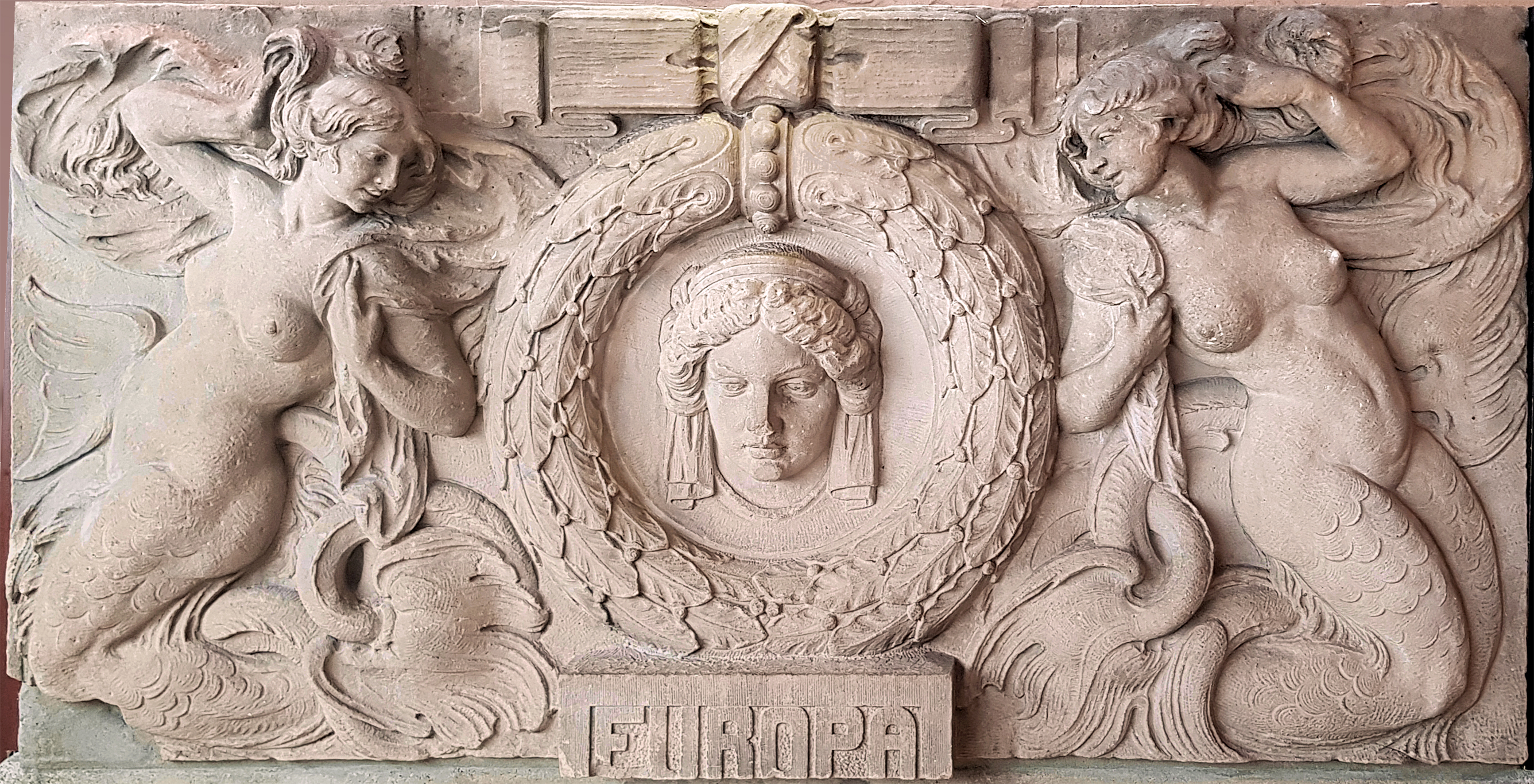
Sandsteintafel "Europa" der Fassade der ehemals Norddeutschen Lloyd
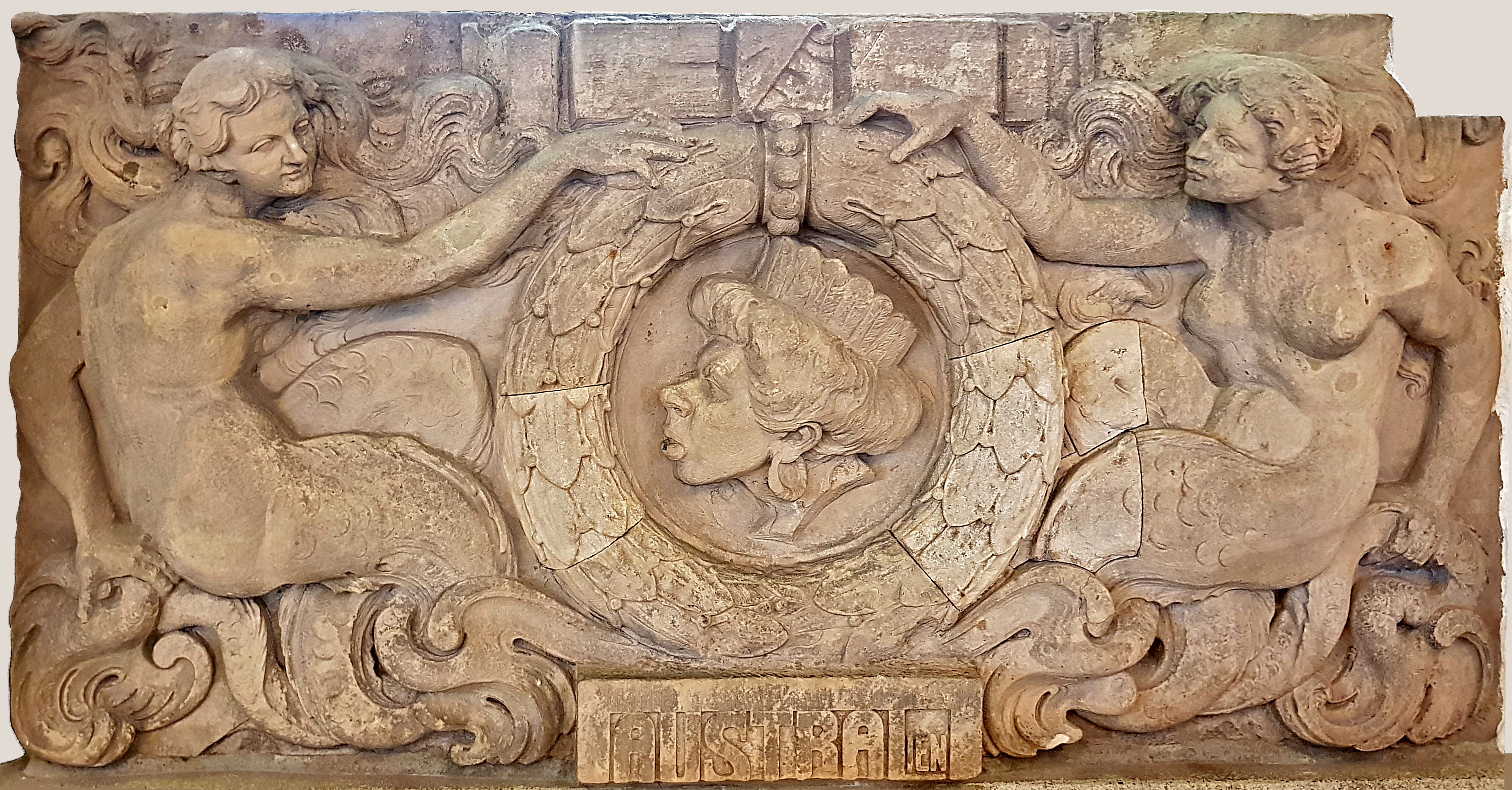
Sandsteintafel "Australien" der Fassade der ehemals Norddeutschen Lloyd
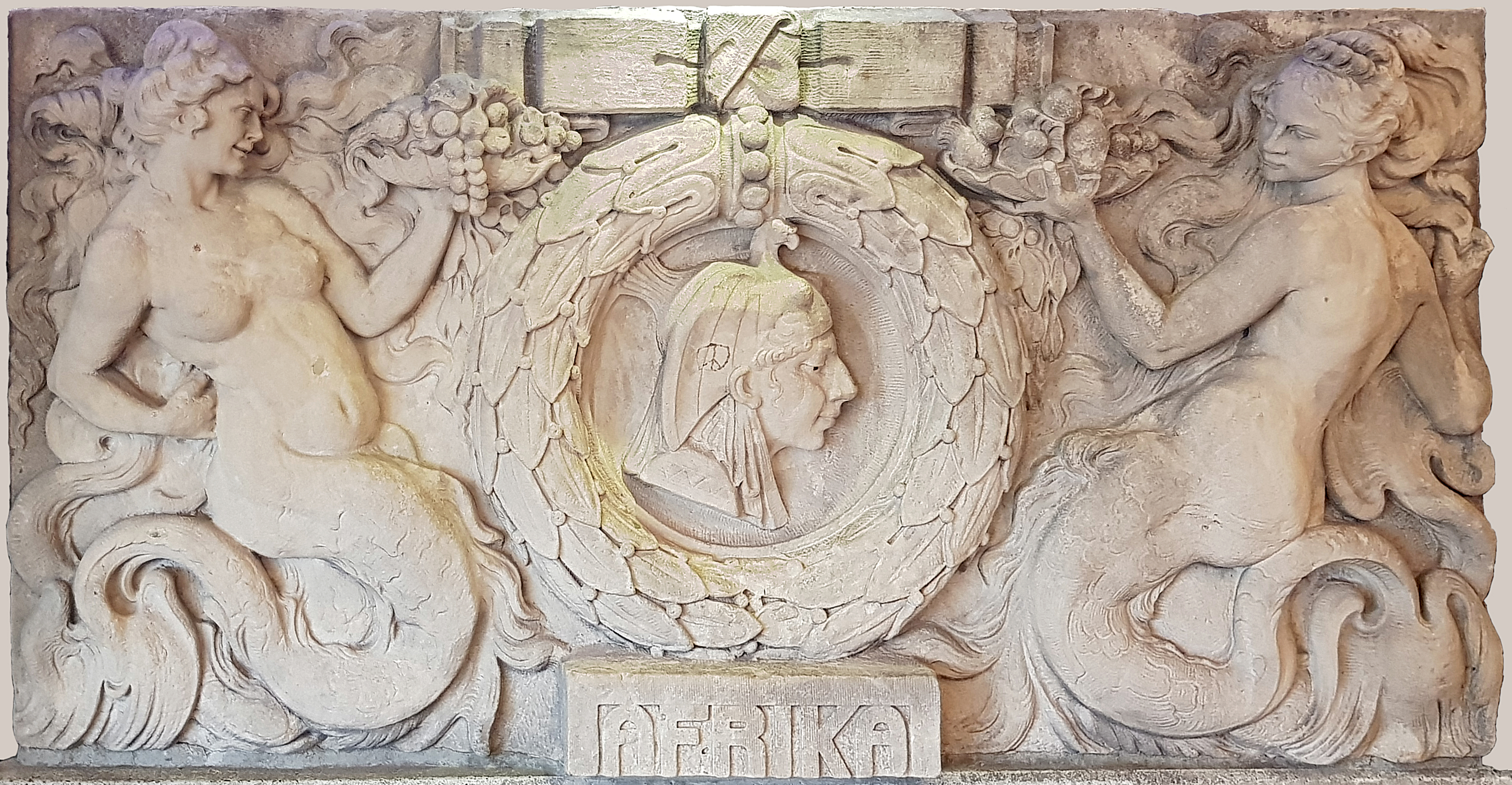
Sandsteintafel "Afrika" der Fassade der ehemals Norddeutschen Lloyd
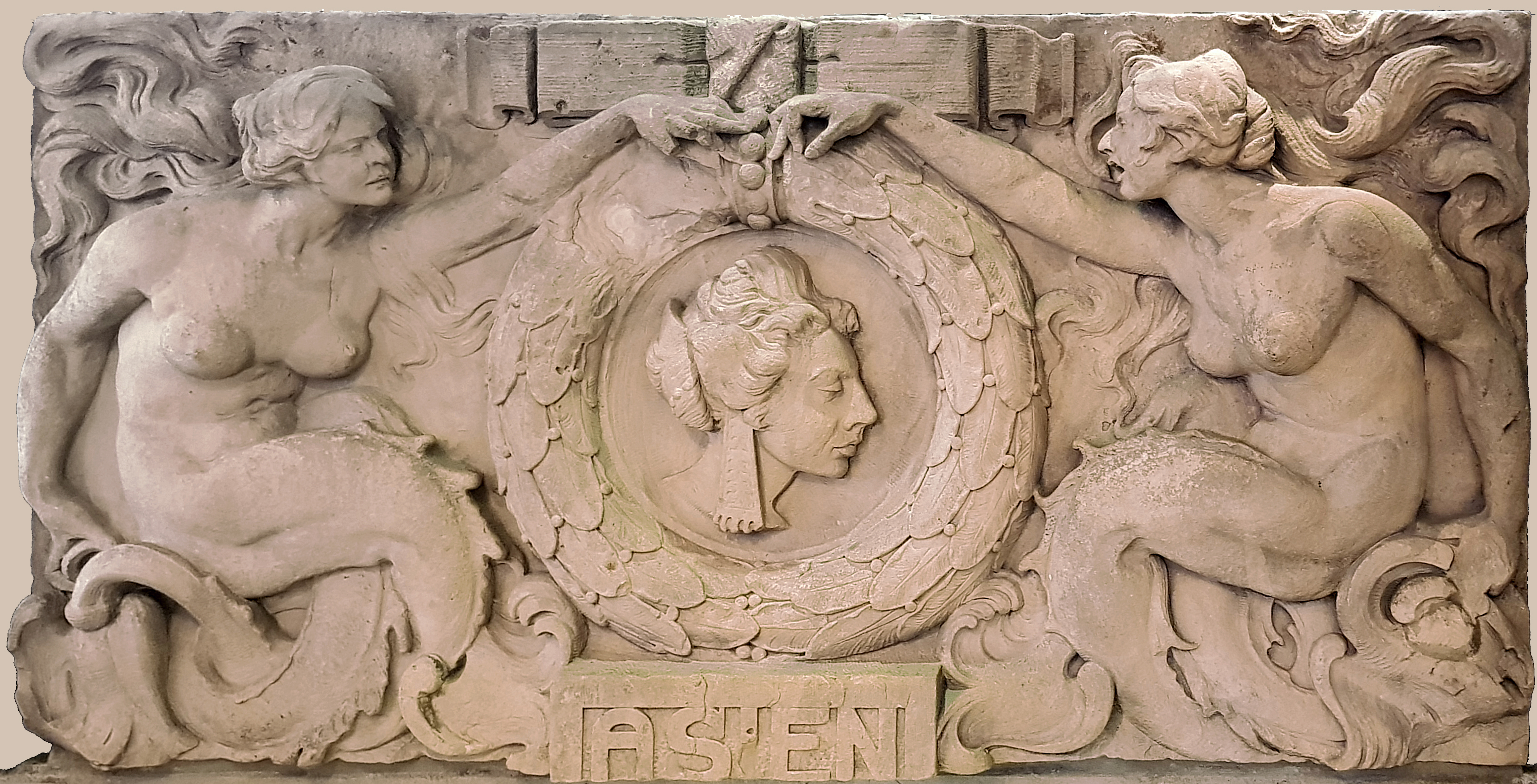
Sandsteintafel "Asien" der Fassade der ehemals Norddeutschen Lloyd
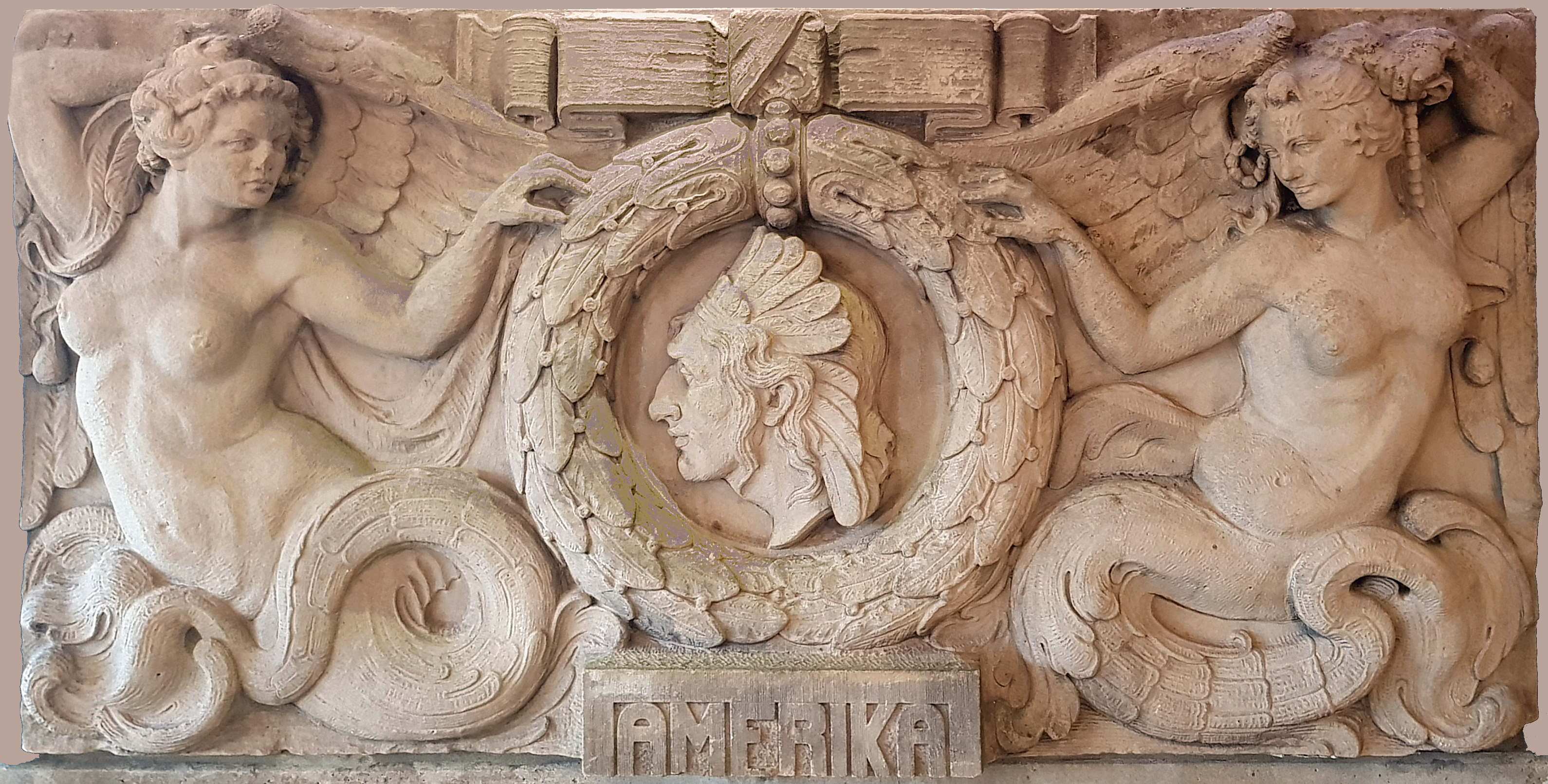
Sandsteintafel "Amerika" der Fassade der ehemals Norddeutschen Lloyd